# ヴェーバーの概括的故意
ヴェーバーの概括的故意（ヴェーバーのがいかつてきこい）とは、行為者が故意をもって行ったある行為（第一の行為）で既に犯罪を遂げたものと誤信し、行為者がその発覚を防ぐためなど他の目的でさらに別の行為（第二の行為）を行ったところ、その第二の行為によって先に予期した結果を発生させた場合に概括的に故意を認めるもの。事前の故意ともいう。
ドイツ人の実務家であるヴェーバー（Heinrich Benedikt von Weber）が、1825年の論文で問題にしたところからその名がある。
なお、単に「概括的故意」というときは不確定的故意の一種をいい、一定範囲内のどれかの客体に犯罪的結果を生じることは確定的であるが、その個数や客体が不確定な場合をいう。これはヴェーバーの概括的故意とは異なる。

## 法的処理
一般に行為者が第1行為のみによって結果の発生を意図し、第1行為で結果が発生したと誤って信じたが、実は結果は発生しておらず、第1行為から生じた第2行為により結果が発生した場合がこれに当てはまる事例とされている。
典型的な事例は、日本の判例でも問題になったことがある次のような事例である。
行為者が被害者の首を麻縄で絞め、行為者は被害者が死亡したと思ったが、実は被害者は死んでおらず、行為者が犯行の発覚を防ぐ目的で被害者の体を砂浜にうつぶせに寝かせたところ、被害者が砂を吸飲したために窒息死したという事例である。
この事例においては、第1行為（首を麻縄で絞める）と第2行為（砂浜にうつぶせに寝かせる）を分断して考えると、行為者には殺人未遂罪と過失致死罪が成立し、殺人既遂罪は成立しない。第2行為の時点では、行為者には死体遺棄罪の故意しかなく、殺人の故意が認められないためである（なお、抽象的事実の錯誤に関する少数説によっては、第2行為につき死体遺棄罪の成立が認められる）。
この結論を不合理とするのがヴェーバーの概括的故意の理論である。
これに対しては、行為者が第2行為による結果発生を認識していないのに殺人の故意を認めることは、故意のないところに故意を認めるものであるとの批判が強い。
もっとも、現在では、これを因果関係の錯誤として解決する見解が通説となっている。すなわち、まず、現実に生じた、第1行為と（第2行為による）死との間の因果経過が刑法上の因果関係（相当因果関係とするのが通説）と評価されれば、殺人罪の（客観的）構成要件に該当していることになる。そして、行為者の誤想した、第1行為とそれによる死との間の因果経過もまた刑法上の因果関係と認められれば、殺人罪の故意が認められ、行為者は殺人（既遂）罪の罪責を負うことになる。